# Joaquín Pallarés
Joaquín Pallarés Allustante (Zaragoza, 5 de marzo de 1853-Zaragoza, 17 de mayo de 1935) fue un pintor español.

## Biografía

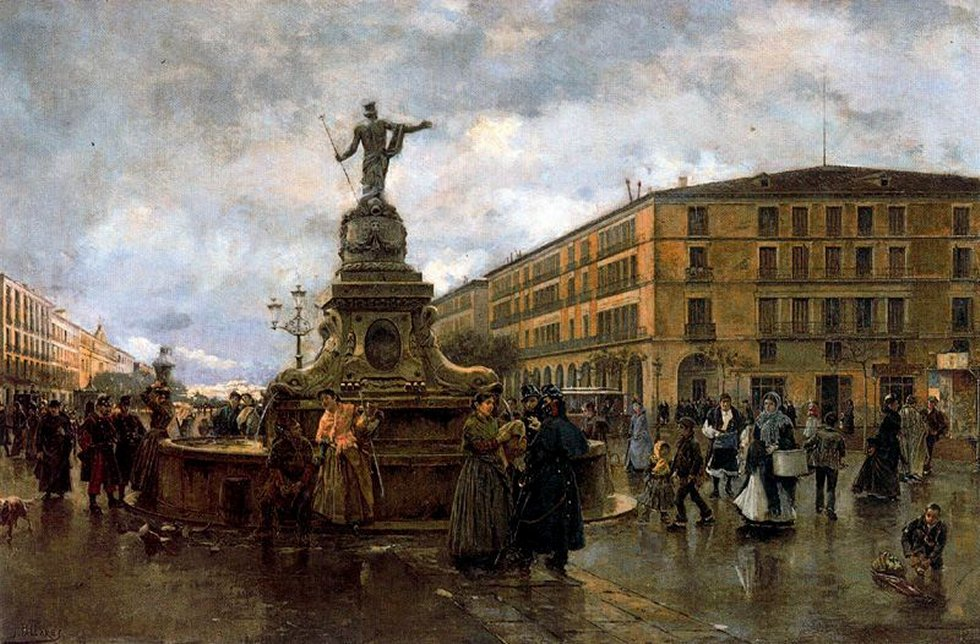
El dios de las aguas. Museu Nacional d'Art de Catalunya.

Se formó inicialmente en las Escuelas de Bellas Artes de Zaragoza y Madrid, a continuación en París y, por los años de 1881, en Roma. A su regreso fue nombrado, en 1886, profesor de «Dibujo del Antiguo» de la Escuela de Bellas Artes de Zaragoza y conservador del Museo de Antigüedades, cargos a los que renunció en 1897 para trasladarse a París, al parecer contratado por el marchante Goupil, para quien debió realizar una abundante producción pictórica que le proporcionará saneados ingresos. Hacia 1906 vuelve a España instalándose en un principio en Barcelona y posteriormente, ya en su vejez, residirá en Zaragoza.
La pintura de Pallarés abarca casi todos los géneros; desde el retrato y composiciones murales de carácter religioso o decorativo —como en el gran lienzo adherido a la bóveda de crucero de la iglesia de Santa Engracia, o en uno de los plafones del Teatro Principal de Zaragoza—, hasta el paisaje y, mayormente, escenas de género de ambientación dieciochesca, en cuadros de pequeño formato, siguiendo la moda del tableautin, en pleno éxito en Europa durante el último cuarto del siglo XIX. Precisamente con estos temas y técnica quedan definidos el arte y estilo de Pallarés que prodigará hasta los últimos años de su vida con éxito económico y evidente demostración de virtuosismo. Las claves que explican su permanente dedicación a este tipo de pintura se encuentran en su inicial aprendizaje en Madrid al lado de Vicente Palmaroli, conocedor y cultivador del estilo de Fortuny, en la posterior vinculación al marchante Goupil, principal promotor de las obras de Fortuny, y en el mismo ambiente artístico que oportunamente vivió Pallarés durante sus estancias en París y Roma.
Puede afirmarse que ha sido entre los pintores aragoneses el más cualificado representante del «fortunyismo» como estilo pictórico, cuya calidad principal reside en el luminoso colorido que aplica Pallarés con diminutas y delicadas pinceladas.